# Rajecká Lesná
Rajecká Lesná es un municipio del distrito de Žilina en la región de Žilina, Eslovaquia, con una población estimada a final del año 2024 de 1192 habitantes.
Se encuentra ubicado al oeste de la región, cerca del curso alto del río Váh (cuenca hidrográfica del Danubio) y de la frontera con la región de Trenčín.

## Demografía
| Año        | 1994 | 2004    | 2014    | 2024    |
| ---------- | ---- | ------- | ------- | ------- |
| Población  | 1280 | 1300    | 1219    | 1192    |
| Diferencia |      | +1,56 % | −6,23 % | −2,21 % |

| Año        | 2023 | 2024    |
| ---------- | ---- | ------- |
| Población  | 1212 | 1192    |
| Diferencia |      | −1,65 % |